# 科爾諾

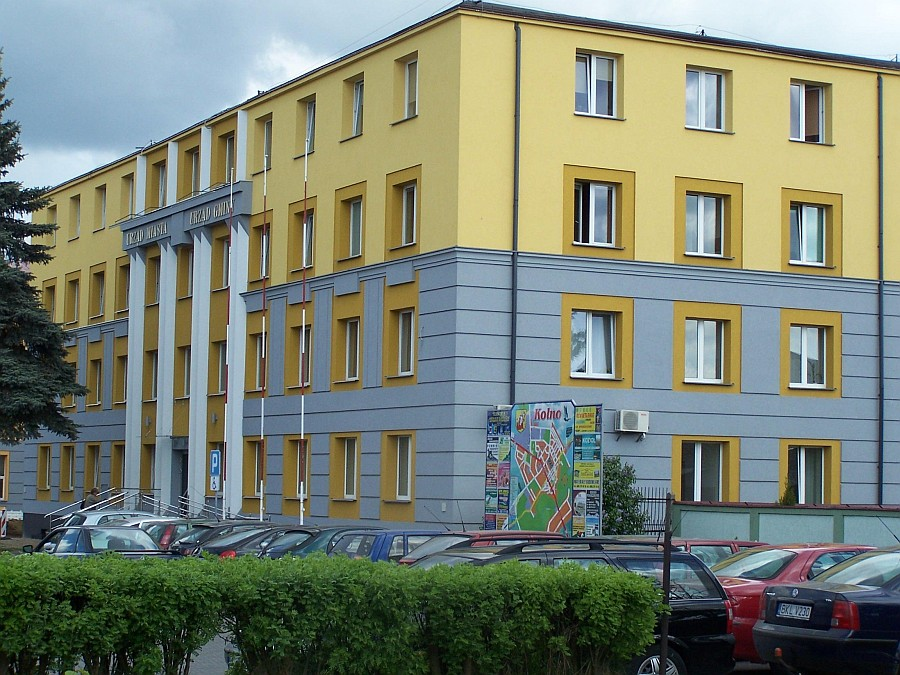

科爾諾是波蘭的城鎮，位於該國東北部，距離首都華沙約150公里，由波德拉謝省負責管轄，面積25.08平方公里，2006年人口10,751。第二次世界大戰期間，納粹德國在1941年8月至1945年1月23日期間佔領該鎮。

## 外部連結
- Digital Archive of the town Kolno
- Kolno local government home page （页面存档备份，存于）
- History of the Jewish community in Kolno by  David Sotkowitz and Nathan Apkon

53°24′N 21°56′E / 53.400°N 21.933°E